# 1977 en sport automobile
Chronologie du Sport automobile
1976 en sport automobile - 1977 en sport automobile - 1978 en sport automobile

## Les faits marquants de l'année1977enSport automobile
- Niki Lauda remporte le Championnat du monde de Formule 1 au volant d'une Ferrari.

## Par mois

### Janvier
- 9 janvier, (Formule 1) : Grand Prix automobile d'Argentine.
- 23 janvier, (Formule 1) : Grand Prix automobile du Brésil.
- 28 janvier, (Rallye automobile) : arrivée du Rallye de Monte-Carlo.

### Février
- 13 février, (Rallye automobile) : arrivée du Rallye de Suède.

### Mars
- 5 mars, (Formule 1) : Grand Prix automobile d'Afrique du Sud.
- 6 mars, (Rallye automobile) : arrivée du Rallye du Portugal.
- 20 mars : Race of champions

### Avril
- 3 avril :
  - (Formule 1) : Mario Andretti s'impose sur une Lotus 78 au Grand Prix des États-Unis Ouest.
  - Darrell Waltrip remporte la course Rebel 500 sur le Darlington Raceway en NASCAR Winston Cup.
- 19 avril (Rallye automobile) : arrivée du Rallye Safari.

### Mai
- 7 mai (Rallye automobile) : arrivée du Rallye de Nouvelle-Zélande.
- 8 mai (Formule 1) : Grand Prix automobile d'Espagne.
- 22 mai (Formule 1) : Grand Prix automobile de Monaco.
- 29 mai : 500 miles d'Indianapolis

### Juin
- 3 juin (Rallye automobile) : arrivée du Rallye de l'Acropole.
- 5 juin (Formule 1) : Grand Prix automobile de Belgique.
- 11 juin : départ de la quarante-cinquième édition des 24 Heures du Mans.
- 12 juin : victoire de Jacky Ickx, Hurley Haywood et Jürgen Barth aux 24 Heures du Mans.
- 19 juin (Formule 1) : Grand Prix automobile de Suède.

### Juillet
- 3 juillet (Formule 1) : Grand Prix automobile de France.
- 16 juillet (Formule 1) : la Renault à moteur « turbo », pilotée par Jean-Pierre Jabouille, fait sa première apparition au GP de Grande-Bretagne de Formule 1 sur le circuit de Silverstone.
- 31 juillet (Formule 1) : Grand Prix automobile d'Allemagne.

### Août
- 14 août (Formule 1) : Grand Prix automobile d'Autriche.
- 28 août :
  - (Formule 1) : Grand Prix automobile des Pays-Bas.
  - (Rallye automobile) : arrivée du Rallye de Finlande.

### Septembre
- 11 septembre (Formule 1) : Grand Prix automobile d'Italie.
- 18 septembre (Rallye automobile) : arrivée du Critérium du Québec.

### Octobre
- 2 octobre (Formule 1) : Grand Prix automobile de la côte Est des États-Unis.
- 8 octobre (Rallye automobile) : arrivée du Rallye Sanremo.
- 9 octobre (Formule 1) : Grand Prix automobile du Canada.
- 23 octobre (Formule 1) : Grand Prix automobile du Japon.

### Novembre
- 6 novembre (Rallye automobile) : arrivée du Tour de Corse.
- 24 novembre (Rallye automobile) : arrivée du Rallye de Grande-Bretagne.

## Naissances
- 4 janvier : Jonathan Cochet, pilote automobile français.
- 14 janvier : Narain Karthikeyan, pilote automobile indien.
- 28 janvier : Takuma Satō, pilote automobile japonais.
- 14 février : François Perrodo, pilote automobile français.
- 15 février : Damien Faulkner, pilote automobile irlandais.
- 10 mai : Nick Heidfeld, pilote automobile allemand.
- 15 juillet : Douglas James Kennington, pilote automobile de stock-car canadien.
- 16 août : Markus Palttala, pilote automobile finlandais.
- 1er décembre : Luis Díaz, pilote automobile mexicain engagé en American Le Mans Series et en Rolex Sports Car Series.
- 3 décembre : Dillon Battistini, pilote automobile britannique.
- 14 décembre : Romain Dumas, pilote automobile français.

## Décès
- 5 mars : Tom Pryce, pilote automobile britannique, (° 11 juin 1949).
- 18 mars : Carlos Pace, pilote automobile brésilien, (° 6 octobre 1944).

- 8 juin : Franco Rol, pilote italien de course automobile, (° 5 juin 1908).
- 20 juin : Jules Moriceau, pilote automobile français sur circuits. (° 2 janvier 1887).
- 28 août : Mike Parkes, ingénieur et pilote automobile britannique, (° 28 août 1977).
- 1er novembre : Giuseppe Morandi, pilote automobile italien, (° 10 février 1894).
- 7 décembre :  Georges Paul Auguste Grignard, pilote français de course automobile, (° 7 décembre 1977).